# Poddorskij rajon
Il Poddorskij rajon (in russo Поддорский район?) è un rajon dell'Oblast' di Novgorod, nella Russia europea; il capoluogo è Poddor'e. Istituito nel 1927, ricopre una superficie di 2.954,02 chilometri quadrati ed ospita una popolazione di circa 5.000 abitanti.